# تشارلز جي. تومسون
تشارلز جي. تومسون هو صحفي وسياسي أمريكي، ولد في 24 يناير 1862 في واباكونيتا في الولايات المتحدة، وتوفي في 27 مارس 1932 في ألباكركي في الولايات المتحدة. نشط حزبياً في الحزب الجمهوري. وقد انتخب عضو مجلس النواب الأمريكي ‏.